# Colonización portuguesa de América
Colonización portuguesa de América, fue el conjunto del territorio de las Américas pertenecientes del Reino de Portugal. En la actualidad, la América portuguesa consiste sobre todo en su mayor parte en la actual República Federal de Brasil, también en las actuales provincias canadienses de Terranova y Labrador - como la isla de Terranova como la región del Labrador estuvieron bajo el dominio portugués— y Nueva Escocia, en el país centro americano de Barbados, en Uruguay y el departamento francés de ultramar de la Guayana francesa.

## Nomenclatura binomial
Los términos «América portuguesa», «Luso-América», «América Lusitana», o incluso "América de habla portuguesa», actualmente se refieren a partes de América colonizadas por los portugueses. La unión entre la América de origen colonial portugués y la española — la llamada Hispanoamérica—, además de los territorios colonizados por los franceses, forman el conjunto de América Latina de estados geopolíticos, en contraposición de la parte colonizada por los británicos llamada América Anglosajona.
El término «Brasil» deriva de la mítica Isla Brasil y en su ciclo económico de la explotación del árbol del Brasil; así el concepto moderno de Brasil no necesariamente corresponde al «Brasil» de otras épocas. Debe observarse que la expresión «Brasil Colonia» es anacrónica y meramente indicativa del período histórico colonial. Durante este período, nunca Brasil tuvo el título o designación oficial de «colonia». Igualmente nunca fueron utilizados otros nombres que ahora se usan a menudo como referencia del Brasil colonial como Principado de Brasil o Virreinato del Brasil. Durante el período colonial, Brasil tuvo únicamente dos nombres oficiales: Estado del Brasil y Reino de Portugal.

Imperios portugués y español en 1790.

La expresión «América portuguesa» podría incluir zonas que eran en realidad estaban de facto bajo el dominio portugués, incluso algunas que ya no forman parte de Brasil, tales como Colonia del Sacramento (Uruguay). El dominio portugués de iure sobre Barbados —territorio que nunca ha sido brasileño— es un ejemplo del área de la América portuguesa que no es parte de Brasil. Las áreas que antes eran españolas, como la provincia del Guaíra, fueron absorbidas por el dominio portugués, y, en consecuencia, por Brasil.

## América del Norte
•Terranova (1501-1570?)
•Labrador (1501-1570?)
•Nueva Escocia (1519-1570?)
El Reino de Portugal afirmó, de conformidad con lo dispuesto en el Tratado de Tordesillas, que tenía derechos territoriales en las aguas del Atlántico visitadas por el explorador italiano Juan Caboto en 1497 y 1498 en nombre de la Corona de Inglaterra En 1499 y 1500, el marinero portugués João Félix Sequeira visitó la costa noreste del Atlántico y Groenlandia , lo que explica la aparición de "Labrador" en los mapas topográficos de la época. Posteriormente, en 1501 y 1502, los hermanos Gaspar y Miguel Corte-Real exploraron y cartografiaron Groenlandia y lo que hoy es la provincia canadiense de Terranova y Labrador, reclamando estas tierras como parte del Imperio Portugués.
João Álvares Fagundes y Pêro de Barcelos establecieron puestos de pesca en Terranova y Nueva Escocia alrededor de 1521. Sin embargo, más tarde fueron abandonados cuando los colonizadores portugueses comenzaron a centrar sus esfuerzos principalmente en Sudamérica. No obstante, las ciudades portuguesas de Cove-St. Philip's, St. Peter's, St. John's, Conception Bay y las áreas circundantes del este de Canadá siguen siendo importantes como regiones culturales, incluso hoy en día.

## América Central y Sur

### Brasil (1500-1822)

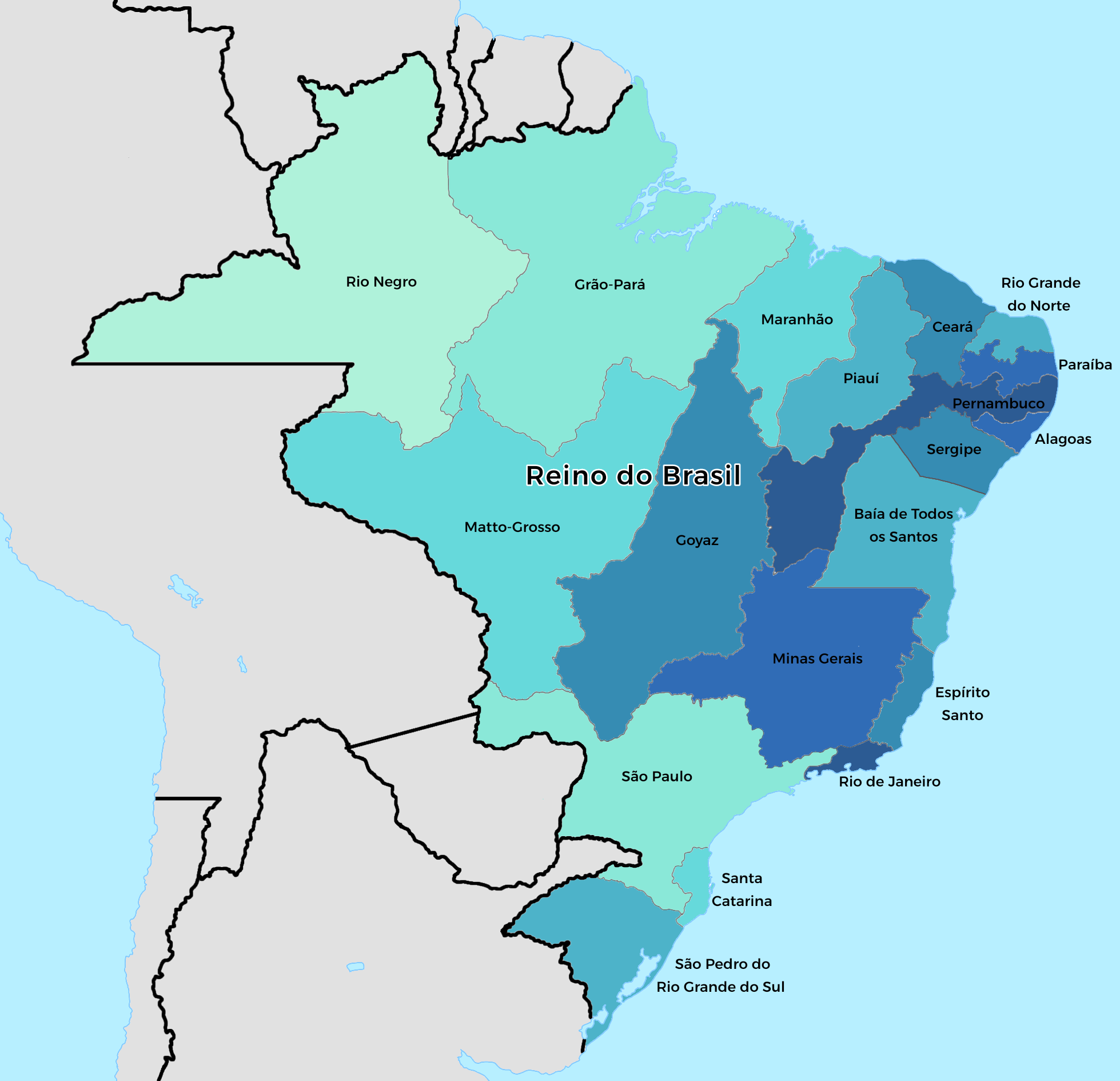
Provincias del Reino del Brasil en 1817.

El territorio que se conocería como Brasil fue reclamado por Portugal en el 22 de abril de 1500, cuando el navegante Pedro Alvares Cabral desembarcó en sus costas. Un asentamiento permanente siguió durante los 300 años siguientes, los portugueses ampliaron lentamente sus dominios al oeste para llegar a casi todas las fronteras del Brasil moderno. En 1808, el ejército del emperador francés Napoleón Bonaparte invadió Portugal , obligando a la familia real portuguesa - la casa de Braganza , una rama milenaria de la dinastía de los Capetos – marchar al exilio. Que re-establecieron en la ciudad brasileña de Río de Janeiro, que se convirtió en la sede oficial del imperio portugués
En 1815, el príncipe portugués Don Juan (más tarde el rey Juan VI de Portugal), actuando como regente, creó el Reino Unido de Portugal, Brasil y Algarve, que elevó el Brasil colonia del reino . Heredó el trono portugués al año siguiente, después de la muerte de su madre, María I. Volvió a Portugal en abril de 1821, dejando atrás a su hijo y heredero, el príncipe Pedro para gobernar Brasil, como su regente. El gobierno portugués buscó inmediatamente revocar la autonomía de la política que había sido otorgada a Brasil desde 1808. La amenaza de perder su limitado control sobre los asuntos locales encendió una amplia oposición entre los brasileños. José Bonifacio de Andrada e Silva, junto con otros líderes de Brasil, convenció a Pedro para declarar la independencia de Brasil desde el dominio de Portugal el 7 de septiembre de 1822.

### Barbados  (1536-1625)
La isla localizada en las Antillas Menores  en el Caribe, fue descubierta en la primera expedición de Cristóbal Colón en 1492 , pero nunca fue colonizada por los españoles . Entre 1536 y 1620 fue visitado por explorados portugueses, que la llamaron " Os Barbados" o " Barbudo", por la apariencia de las raíces colgantes que tenía las  higueras nativas  de la isla; los portugueses no reclamaron la isla para ellos, siendo sus únicos restos de su estancia en ella una introducción de cerdos salvajes para tener un buen suminiestro de carne cada vez que visitaran la isla. Se cree que fueron los portugueses los primeros europeos en llegar a la isla camino a Brasil. El primer británico encontró la isla deshabitada el 14 de mayo de 1625 , el barco Olive Blossom y su capitán, John Powell, tomó posesión de la isla en el nombre de Jacobo I de Inglaterra, los primeros colonos permanentes llegaron de Inglaterra, convirtiéndose en una colonia británica.

### Colonia del Sacramento (1680-1777 )

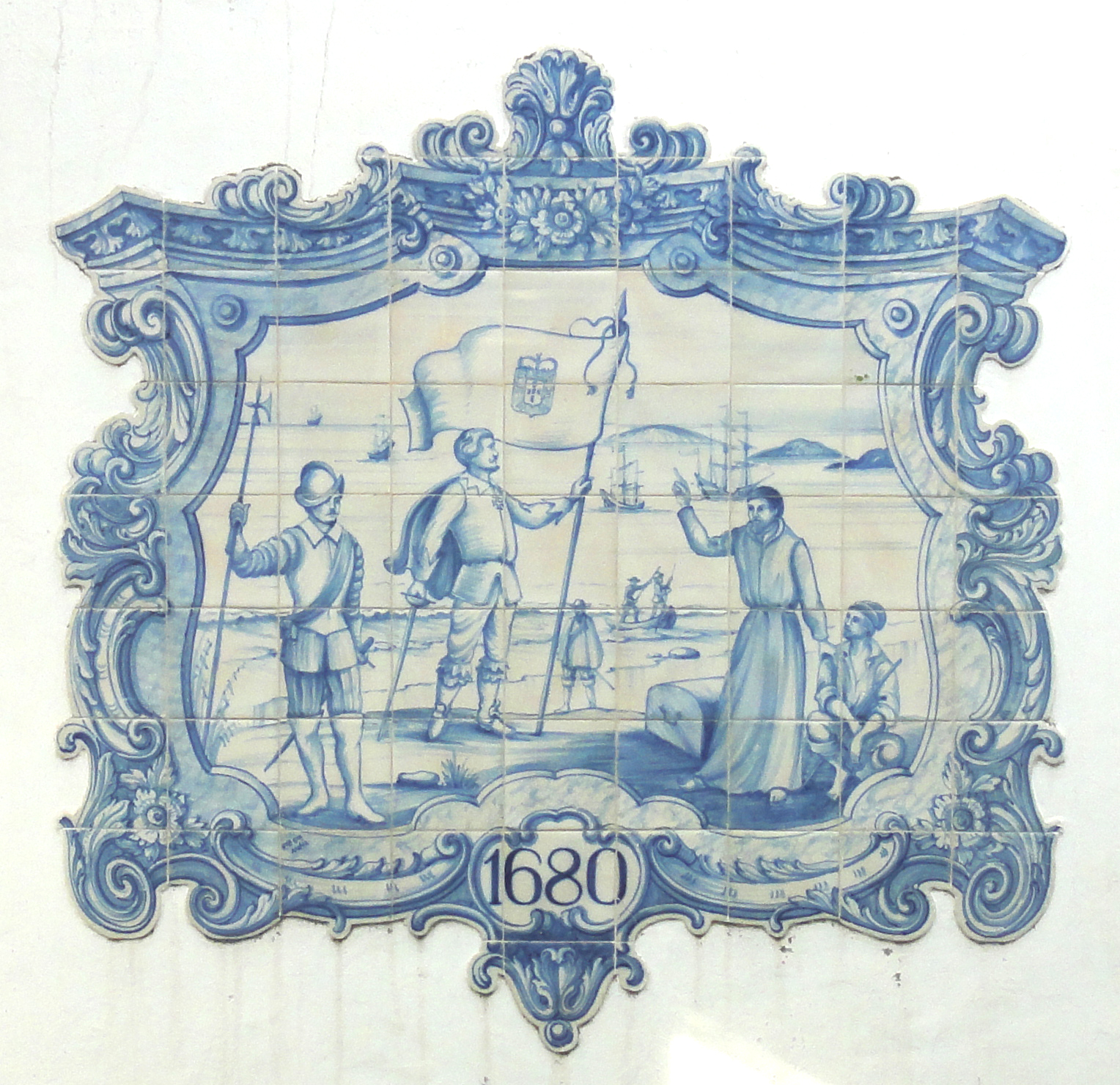
Panel de azulejos representando la fundación de la Colonia del Sacramento.(Museu Portugués de Colonia).

La Colonia del Sacramento , el asentamiento europeo más antiguo de Uruguay, fue fundada por el portugués Manuel Lobo en enero de 1680. La respuesta de las autoridades españolas fue inmediata: pronto el gobernador de Buenos Aires, Vera Mujica, reaccionó, y el núcleo portugués fue conquistado por las tropas españolas e indígenas. A través de negociaciones diplomáticas, la posesión de la colonia fue devuelta a Portugal por el Tratado de Lisboa provisional (7 de mayo de 1681), aunque se les impidió la construcción de nuevas fortalezas y edificios de piedra que caracterizaban a una ocupación permanente. En 1777, con el Tratado de San Ildefonso, la colonia se convirtió en una posesión española.

### Provincia Cisplatina (1808-1822)
El año 1807 la familia real portuguesa, huyendo de las tropas napoleónicas que habían invadido Portugal, se instaló en Brasil , haciendo de la ciudad de Río de Janeiro la capital del imperio portugués. En esta ciudad Juan VI de Portugal se convirtió en un príncipe de ideas casi liberales. En Brasil declaró la libertad de comercio, abrió el puerto a todos los países y elevó el estatus jurídico hasta igualarlo con el de Portugal, nombrando el Reino Unido de Portugal, Brasil y Algarve. La Cisplatina fue una provincia que correspondía al actual territorio de Uruguay. La primera invasión de cisplatina por las tropas portuguesas de Juan VI de Portugal se realizó entre 1811 y 1812, bajo el mando de Diogo de Souza las tropas ocuparon Fuerte de Santa Teresa abandonado por los españoles el 5 de septiembre de 1811, y el 14 de octubre tomó el departamento de Maldonado sin resistencia.
Después de la independencia de Brasil con respecto a Portugal, el 1822, la Provincia Cisplatina pasó a ser una más del nuevo país, hasta el año 1828.

### Cayena y la Guayana (1809-1817)
Vicente Yáñez Pinzón fue el primer explorador de la costa de Guayana en 1500. Engañados por la mítica ciudad de oro (El dorado), numerosos aventureros buscaron en vano fortuna en la región. Tuvo diversas posesiones por parte de los franceses y holandeses. El Tratado de Breda de 1667, legitimó la posesión de territorios por Francia y el Tratado de Utrecht aseguró las fronteras con Brasil en 1713. Los jesuitas fueron expulsados en 1762, lo que provocó la dispersión de los indios que vivían en las misiones. En la expedición colonizadora de Kourou (de 1763 a 1765), murieron unas 14.000 personas, la mayoría europeos. La pequeña revolución francesa repercutió en la colonia donde la esclavitud fue abolida en 1794 y restaurada en 1802. En 1809, Guayana, a partir de Cayena fue ocupada por las tropas portuguesas y británicas, en represalia por la invasión napoleónica de Portugal. Guayana y administrada por el marqués de Queluz con el nombre «Cayena y la Guayana». Sin embargo, sería devuelta en 1817 por el Tratado de Viena.